# Aloe andringitrensis
Aloe andringitrensis é uma espécie de liliopsida do gênero Aloe, pertencente à família Asphodelaceae.